# David Re’em

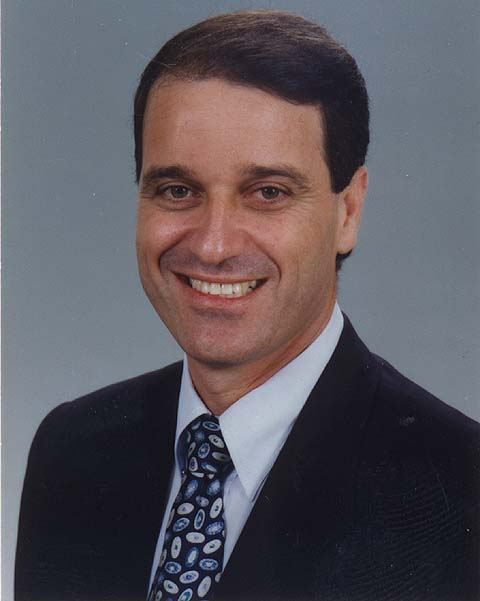
David Re’em

David Re’em, (hebräisch דוד ראם‎, * 28. März 1953 in Haifa) ist ein ehemaliger israelischer Politiker und Abgeordneter der Knesset des Likud und des Cherut – HaTnu’a HaLeumit von 1996 bis 1999. Re’em studierte ein Jahr Rechtswissenschaften an der Universität. Er war ein Mitglied der Shikmona company und des Finanzkomitees der Zionistischen Weltorganisation. Er war zweimal Bürgermeister der Stadt Kirjat Ata seit 1989.
1996 als Abgeordneter des Likud gewählt, verließen Re’em, Benny Begin und Michael Kleiner den Likud, um Cherut – HaTnu'a HaLeumit zu gründen. Re’em kehrte nach verlorenen Knessetwahlen später zum Likud zurück.